# A Question of Europe
Vous lisez un « bon article » labellisé en 2022.
A Question of Europe (en français : « Une question d'Europe ») est un débat de l'Oxford Union Society organisé le 3 juin 1975 et diffusé en direct sur BBC1, deux jours avant le référendum de 1975 au cours duquel est demandé aux électeurs britanniques si le Royaume-Uni doit rester membre de la Communauté économique européenne (CEE), organisation à laquelle il avait adhéré en 1973. La motion examinée lors du débat est « que cette Assemblée pourrait dire oui à l'Europe ».
Quatre personnalités politiques sont invitées à débattre : l'ancien premier ministre conservateur Edward Heath et le chef du Parti libéral Jeremy Thorpe qui se prononcent en faveur de la motion, et les ministres travaillistes Barbara Castle et Peter Shore qui se prononcent contre. Selon Heath, l'assemblée présente est largement en faveur de la motion et, lors du traditionnel vote suivant le débat, la déclaration est approuvée par 493 voix contre 92. Sur BBC1, le débat est introduit par Robin Day et Ludovic Kennedy, puis à la fin du programme, le présentateur David Dimbleby fait le point sur les autres développements de la campagne référendaire. Le 5 juin, le référendum aboutit à un résultat de 67 % de votants en faveur du maintien dans la CEE.

## Contexte

La CEE en 1975.

La Communauté économique européenne (CEE) est un marché commun relatif aux pays d'Europe occidentale, fondé par le traité de Rome de 1957. En 1961, le premier ministre conservateur Harold Macmillan charge le lord du sceau privé, Edward Heath, d'entamer des négociations pour rejoindre la CEE. Le président français Charles de Gaulle oppose son veto en 1963. Par la suite, Heath devient Premier ministre en 1970 et, de Gaulle ayant démissionné l'année précédente, il relance la candidature. Le Royaume rejoint la CEE en 1973 après la ratification du traité d'adhésion de 1972.
Le Parti travailliste mené par Harold Wilson remporte les élections générales d'octobre 1974 au Royaume-Uni, avec un manifeste promettant un référendum sur le maintien de l'adhésion britannique à la CEE. Wilson négocie un certain nombre de concessions avec la CEE concernant la politique agricole commune, le niveau de la contribution britannique au budget de la CEE, l'harmonisation de la réglementation de la TVA, l'Union économique et monétaire en cours et le maintien de la souveraineté parlementaire. Wilson annonce le 7 janvier 1975 un référendum sur le maintien de l'adhésion britannique à la CEE et devant se tenir le 5 juin. Le 18 mars, le cabinet de Wilson approuve sa renégociation et la Chambre des communes vote en faveur le 9 avril. Le Comité des députés conservateurs appuie largement le maintien à la CEE. Par ailleurs, la direction du parti par Heath est contestée en février et ce dernier perd contre le futur premier ministre Margaret Thatcher. Thatcher joue délibérément un rôle discret dans le référendum, considérant l'Europe comme le « sujet de Ted ». C'est donc Heath qui joue donc un rôle plus important dans la campagne pro-CEE du Royaume-Uni en Europe.
L'Oxford Union est une société de débats associée à l'université d'Oxford. Elle tient des débats sur des questions contemporaines et historiques depuis le début du XIXe siècle. Les débats à cette époque étaient organisés selon des principes formels, ils suivaient une procédure quasi-parlementaire et tous les participants portaient une tenue de soirée. Un débat sur l'adhésion à la CEE est posé pour le 3 juin, deux jours seulement avant le référendum. La motion de ce débat, sur laquelle les participants voteront pour ou contre, est « que cette Assemblée pourrait dire oui à l'Europe »,. 
La BBC décide de couvrir l'événement en direct sur BBC1 et un créneau horaire lui est alloué entre 21 h 35 et 23 h 50. Le programme, intitulé A Question of Europe, est présenté par Robin Day (ancien président de l'Oxford Union) et Ludovic Kennedy. En outre, l'émission est produite par Philip S. Gilbert et Tam Fry avec Michael Townson au montage, et l'événement est prévu comme étant l'un des plus importants organisés par l'Oxford Union,.
Parallèlement, un autre débat sur l'adhésion du pays à la CEE a lieu la veille, le 2 juin, par l'équipe de State of the Nation sur ITV Granada. En suivant une forme quasi-parlementaire, cette émission oppose Edward Heath, Roy Jenkins, Reginald Maudling, Roy Hattersley, David Steel et Denzil Davies, favorables au maintien, et Enoch Powell, Peter Shore, Douglas Jay, Neil Marten, Douglas Henderson du SNP et Judith Hart en faveur d'une sortie.

## Débat
| Photographie noir et blanc, prise en 1965, de Barbara Castle, de profil et souriant                                                              |  | Photographie noir et blanc, prise en 1966, d'Edward Heath, de profil et souriant |
| Le conservateur Edward Heath (à gauche), pro-CEE, et la travailliste Barbara Castle (à droite), contre le maintien, s'opposent lors de ce débat. |  |                                                                                  |

Edward Heath et le chef du Parti libéral, Jeremy Thorpe, se prononcent en faveur de la motion, alors que la secrétaire d'État au Travail à la Santé et aux Services sociaux, Barbara Castle, et le secrétaire d'État au Commerce, Peter Shore, se prononcent contre. Le débat est précédé par des interviews des orateurs par Day et Kennedy d'une part ; et est présidé par Victor van Amerongen, président de l'Oxford Union à la session de la Trinité 1974/1975 d'autre part,,. Près de 600 participants sont présents dans la salle de débat de l'Union, parmi lesquels le futur ministre conservateur pro-CEE Alistair Burt, alors étudiant à Oxford, vêtu d'une marinière, d'un béret et d'un chapelet d'oignons. Heath écrira par la suite qu'« il était clair dès le début qu'une majorité écrasante de ceux qui étaient présents désiraient voter oui ». 
Edward Heath rappelle, au début de son allocution, qu'il avait participé à un débat de l'Union en tant qu'étudiant et dans lequel il s'était opposé aux accords de Munich à la veille de la Seconde Guerre mondiale. Heath poursuit en affirmant que la CEE est une nouvelle forme d'organisation plus à même d'éviter ce qui a conduit à « deux guerres mondiales et un génocide de masse en Europe ». Il affirme que la Grande-Bretagne serait mieux placée pour maintenir sa souveraineté au sein de la communauté que si elle en était séparée car elle pourrait l'influencer, et s'est demandé comment les militants anti-CEE pouvaient prétendre soutenir la souveraineté parlementaire tout en s'opposant au résultat du vote du parlement sur l'adhésion,. En outre, Heath soutient qu'une victoire du « non » conduirait à une « économie de siège » avec des contrôles des importations et des contrôles monétaires. Thorpe, quant à lui, demande comment le Royaume-Uni obtiendrait des produits alimentaires bon marché si l'adhésion n'était pas maintenue. Ce dernier en profite pour attaquer Castle en demandant où la ministre pourrait aller avec son « paniers à provisions tel le Petit Chaperon rouge chercher de la nourriture pas chère ». Par ailleurs le chef du Parti libéral évoque concernant les militants anti-CEE une « coalition d'impérialistes du XIXe siècle et de marxistes du XXe siècle ».
À l'opposé, Barbara Castle décrit la CEE comme une « association exclusive », ajoutant qu'elle obligerait le Royaume-Uni à accorder un traitement favorable à ses membres dans tous les domaines, et pas seulement dans le commerce. Elle explique que la CEE est un pas vers la création d'un « super-État » européen qui se ferait au détriment des pays les plus pauvres du monde. Quand Thorpe demande à Castle si elle allait démissionner si le peuple britannique votait pour rester membre, elle répond que dans de telles circonstances, elle considérait que « mon pays aura plus que jamais besoin de moi ». Cela attire les railleries de l'audience et semble déplaire à Thorpe et Heath. Castle déclare s'attendre à perdre le vote qui suit le débat, car elle considère l'Oxford Union comme faisant partie de l'establishment. Au cours de son discours, Peter Shore affirme que la souveraineté du Parlement est au cœur de la démocratie britannique. Il déclare que si le Royaume restait membre de la CEE, le traité de Rome de 1957, qui fonde l'organisation, deviendrait effectivement la première constitution écrite de la Grande-Bretagne et pour laquelle aucun citoyen britannique n'aurait contribué (la Grande-Bretagne considère qu'elle possède une constitution non écrite). Il déclare également que « le message qui sort [de la campagne du oui] est la peur, la peur, la peur. Peur parce que vous n'aurez pas de nourriture. Peur du chômage. Peur que nous aurions été si diminués en tant que pays que nous ne pouvons plus, pour ainsi dire, chanceler dans le monde comme une nation indépendante. ».
Lors du vote d'après-débat, la motion « que cette Assemblée pourrait dire oui à l'Europe » est approuvée par 493 voix contre 92. Les orateurs et autres se retirent après l'événement dans la salle du président de l'Union pour prendre un verre avec Victor van Amerongen.
Le programme de la BBC se conclut par un résumé des autres événements récents de la campagne référendaire présenté par David Dimbleby depuis Londres. Près de 11 millions de téléspectateurs ont suivi l'émission derrière leur écran.

## Accueil et retours
Pour l'historien et animateur de télévision Dominic Sandbrook, le débat « a dû apparaître comme un déconcertant rituel de la haute société sorti du fond des temps » pour « un public plutôt habitué, disons, [au sitcom] It Ain't Half Hot Mum (en) ».
Selon Heath, Thorpe et lui étaient avantagés car ils avaient tous deux été président de l'Union et connaissaient donc mieux ces débats. À la fin de son discours, Health est applaudi. Robin Day demande à Ludovic Kennedy, pendant les commentaires diffusés sur BBC1, ce qu'il pense de ces applaudissements et sa réponse est alors qu'ils étaient « très mérités » pour ce qui fut un « discours merveilleux ». En outre, Heath déclare dans son autobiographie de 1998 qu'il avait reçu des lettres de félicitations pour sa prestation de la part de l'acteur Kenneth Williams (en) et du comédien Dave Allen. L'ex-premier ministre déclare également qu'il soupçonne Castle et Shore d'avoir regretté a posteriori leur participation au débat. Sur ce point, Castle elle-même écrira qu'elle savait que sa performance avait été « un échec » et note qu'elle s'était « assise sous les applaudissements les plus légers de la soirée ». Elle encense par ailleurs Heath pour la force et la simplicité de son discours, ainsi que son authenticité. Quant à l'image, Dominic Sandbrook souligne le contraste entre les smokings arborés par Heath et Thorpe, et la tenue de Castle qu'il qualifie de « blouse de suffragette de soixante ans qui aurait été retrouvée parmi les vieilles affaires de sa mère ». Sur la performance de Shore, Roger Berthoud du quotidien The Times salue « un orateur efficace » et note qu'il avait reçu des applaudissements même si la plupart du public n'était pas d'accord avec ses opinions. 
Lors d'un débat de l'Oxford Union en 2018 sur la motion « que l'euro est plus fort que jamais », le commissaire européen aux Services financiers letton Valdis Dombrovskis revient sur le débat de 1975 et déclare que « le débat [de 1975] est encore considéré comme l'un des plus célèbres tenus dans cette belle salle de débat ».
Le référendum sur le maintien dans la CEE se tient le 5 juin 1975 et, avec un taux de participation de 64 %, 67 % des suffrages exprimés se prononcent en faveur du maintien. Le Royaume-Uni reste membre de la CEE et de son successeur, l'Union européenne, jusqu'au 31 janvier 2020, date à laquelle le royaume se retire de l'Union à la suite du référendum d'adhésion du Royaume-Uni en 2016. Dans son pamphlet anti-élites Patronising Bastards, le journaliste Quentin Letts remarque qu'il n'y avait pas eu de plaintes en 1975 concernant le fait que l'électorat n'était pas suffisamment informé pour prendre une décision, contrairement à ce qui a suivi le référendum de 2016. Letts note également que Shore a évoqué l'utilisation de la peur par la campagne du « oui » pour persuader l'électorat, semblable aux plaintes d'un Project Fear (« Projet Peur ») de ruine économique utilisé par le chancelier George Osborne dans sa campagne référendaire pro-UE en 2016.